# Anticholinestérase

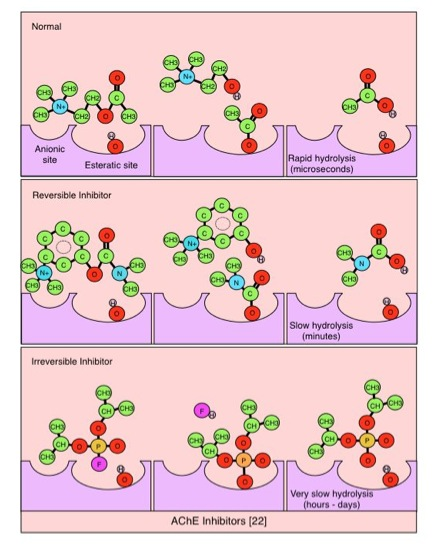
Mode d'action de l'anticholinestérase

Les substances anticholinesterasiques sont des inhibiteurs d'une enzyme cholinestérase responsable de la dégradation de l'acétylcholine (neurotransmetteur du système para-sympathique qui est libéré aux jonctions neuromusculaires).
L'intoxication par des substances anticholinestérasiques entraine une crise cholinergique dont les effets sont :
- des troubles digestifs  : nausées, vomissements, parfois graves, hypersialorrhée, anorexie, diarrhées, douleurs abdominales ;
- des troubles neurologiques  : céphalées, somnolence, insomnies, confusion mentale, voire convulsions, désorientation, myosis. Parfois se surajoute un syndrome extrapyramidal ; En cas d'intoxication prolongée, lésions cérébrales (avec pour conséquences coma et détérioration mentale).
- des troubles psychiatriques  : dépression, hallucinations, agitation, agressivité ;
- hypersudation, incontinence urinaire ;
- des troubles cardiaques  : bradycardies, malaises, syncopes ;
- des troubles respiratoires  : encombrement bronchique.

Les symptômes ne sont pas tous présents en même temps.

## Substance
Parmi les substances anticholinestérasiques, on retrouve : 
- des médicaments utilisés  :
  - dans la maladie d'Alzheimer : donépézil, galantamine, rivastigmine ;
  - dans la myasthénie : néostigmine ;
- des pesticides (comme le malathion), insecticides organophosphorés, insecticides carbamates ;
- des gaz de combat neurotoxiques, comme le sarin, la substance VX et le Novitchok, parmi d'autres ;
- dans une moindre mesure des psychotropes comme la caféine (anticholinésterase non-compétitif)[1],[2].